# Алонсо, Дора
Дора Ало́нсо (исп. Dora Alonso), урожденная Доралина де ла Каридад Алонсо-Перес (Doralina de la Caridad Alonso-Perez; 22 декабря 1910 года, Максимо Гомес, Матансас, Куба — 21 марта 2001 года, Куба) — кубинская писательница, общественная деятельница и журналистка, работавшая как в печати, так и на радио. Писала романы, рассказы, стихи, театральную и детскую литературу. Она также была сценаристом радио и телевидения и военным корреспондентом.

## Биография
Дора Алонсо родилась в Максимо Гомес 22 декабря 1910 года в семье Аделы Перес де Корчо Родригес и Давида Алонсо Фернандеса.
Ее первое стихотворение «Amor» (Любовь) появилось в газете El Mundo. В 1933 году она стала корреспондентом газеты Prensa Libre (Свободная пресса). В 1934 году она присоединилась к левой антиимпериалистической организации «Молодая Куба» (Joven Cuba) и встретила Константино Барредо Герру, с которым поддерживала отношения (включая совместную революционную деятельность) до 1938 года. В этот период она также написала свои первые радиосценарии.
До победы Кубинской революции в 1959 году выступала в периодической печати со статьями и художественными рассказами, направленными против расовой дискриминации и социального гнёта. В 1936 году один из первых её рассказов на социальную тематику был удостоен первого места на литературном конкурсе журнала Bohemia.
В 1942 году Алонсо начала писать для журнала Lux, издаваемого профсоюзной федерацией работников электростанций. Там были опубликованы её первые интервью с несколькими общественными и политическими деятелями, такими как Ти Цун Ли (посол Китая на Кубе) и чилийский поэт Пабло Неруда.
Её первый роман «В провинции» (1944) был написан в традициях костумбризма. Она также получила награду от Кубинского альянса за мировую свободу (Alianza Cubana por un Mundo Libre).
Алонсо — известная детская писательница, являющаяся самым переводимым и публикуемым кубинским автором для детей: её произведения переводились и распространялись и в других странах. Её повествовательный стиль основан на простоте и передаче эмоций. В 1950-х она писала сценарии для кубинского кукольного телешоу «Pelusín del Monte».
Важной темой её работ является кубинский крестьянин, демонстрирующий свои человеческие ценности и любовь к природе. Широкую известность Алонсо принёс роман «Беззащитная земля» (1961, русский перевод 1963) о тяжёлой жизни кубинского крестьянства до революции. Он получил высшее признание на II Испано-американском литературном конкурсе Дома Америк.
В другой из самых известных её книг — «Год 1961» — переданы переживания автора в качестве военного корреспондента на Плайя-Хирон во время организованного ЦРУ вторжения в Залив Свиней. Книга также была удостоена премии Дома Америк.
Два из её сценариев для радио — Tierra Brava и Soy el Batey — были экранизированы Кубинским институтом радио и телевидения (ICRT).
Алонсо умерла 21 марта 2001 года в возрасте 90 лет.

## Избранные сочинения
- Tierra Inerme
- The Year 1961
- Tierra Brava
- Soy el Batey
- Aventuras de Guille
- Palomar
- El grillo caminante
- El caballito enano
- La flauta de chocolate
- Teatro para niños
- Tres lechuzas en un cuento
- El cochero azul
- El valle de la Pájara Pinta